# Route 1 (Île-du-Prince-Édouard)
La Route 1 est une route de 120 km (75 mi) formant le segment de la route transcanadienne dans la province de l'Île-du-Prince-Édouard. La Route 1 traverse les rives sud de la province, depuis le Pont de la Confédération à Borden-Carleton jusqu'au quai du traversier de Wood Islands. La route contourne la capitale, Charlottetown. Il s'agit d'une route comptant deux voies comportant quelques échangeurs et des intersections à niveau.

## Description du tracé

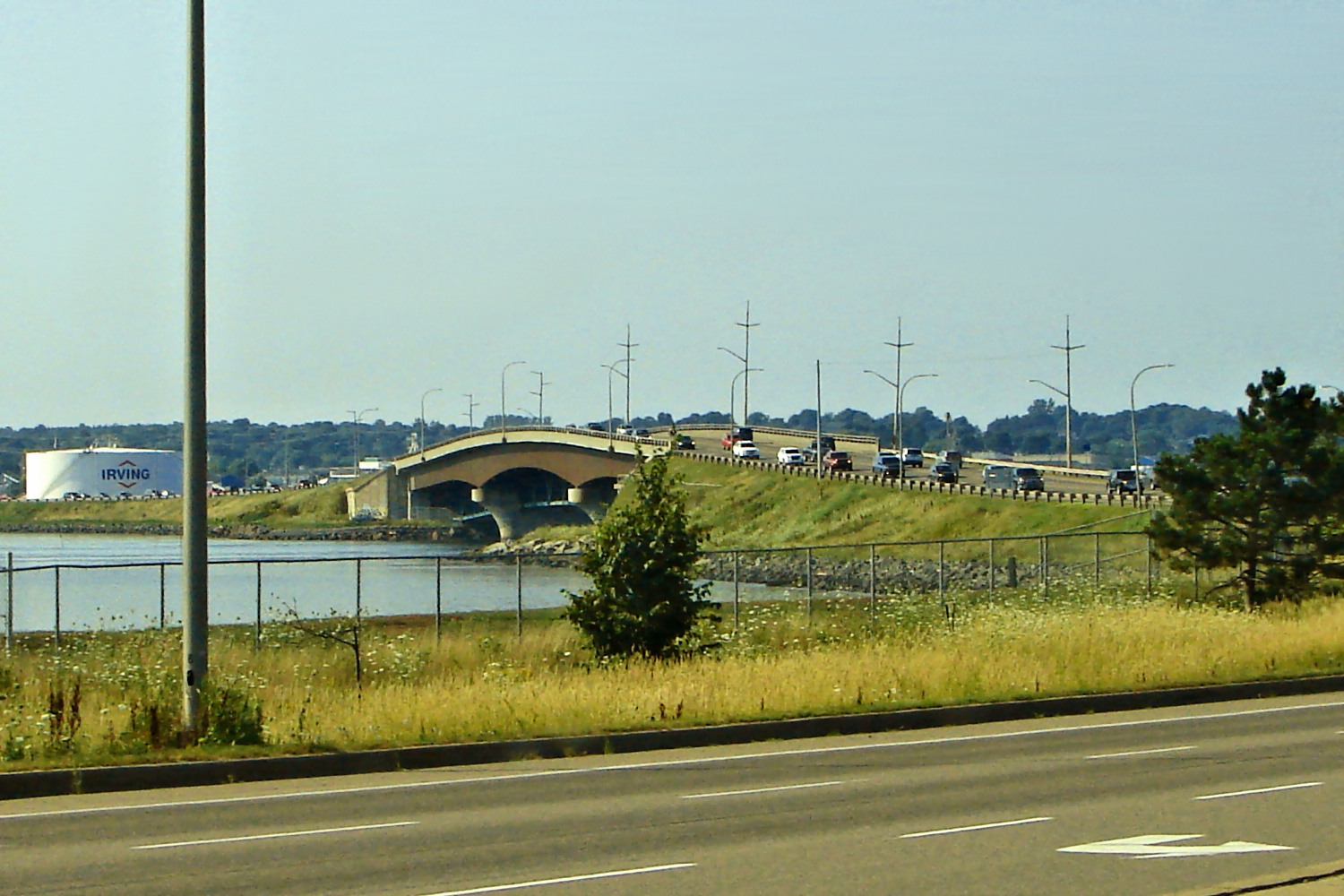
Route 1 au Pont de la rivière Hillsborough

La route 1 dessert plusieurs villes et communautés le long de la rive sud de l'Île-du-Prince-Édouard, en plus de contourner sa capitale, Charlottetown. La route débute à l'extrémité nord du Pont de la Confédération (le pont lui-même et ses approches sont des routes fédérales non-numérotées). Le pont traverse le Détroit de Northumberland séparant la province de sa voisine, le Nouveau-Brunswick. Se dirigeant vers l'est, la route rencontre l'extrémité sud de la route 1A. Elle continue en passant par Crapaud et Bonshaw, elle contourne Clyde River et Cornwall avant de traverser la voie navigable divisant la North River et le Lac Graham Rogers pour entrer à Charlottetown.

Dans les limites de Charlottetown, la route 1 emprunte d'abord Upton Road vers le nord puis la Charlottetown Perimeter Highway vers l'est, une route à quatre voies à accès contrôlé contournant le centre-ville. La route forme un court multiplex avec la route 2. Elle continue vers le centre-ville avant de tourner vers l'est et de traverser la rivière Hillsborough sur le Pont de la rivière Hillsborough pour entrer à Stratford. À partir de là, la rote longe la rive du Détroit de Northumberland en direction de Wood Islands. Elle prend fin sur la rampe du quai du traversier menant à Caribou, en Nouvelle-Écosse, sur la route 106.

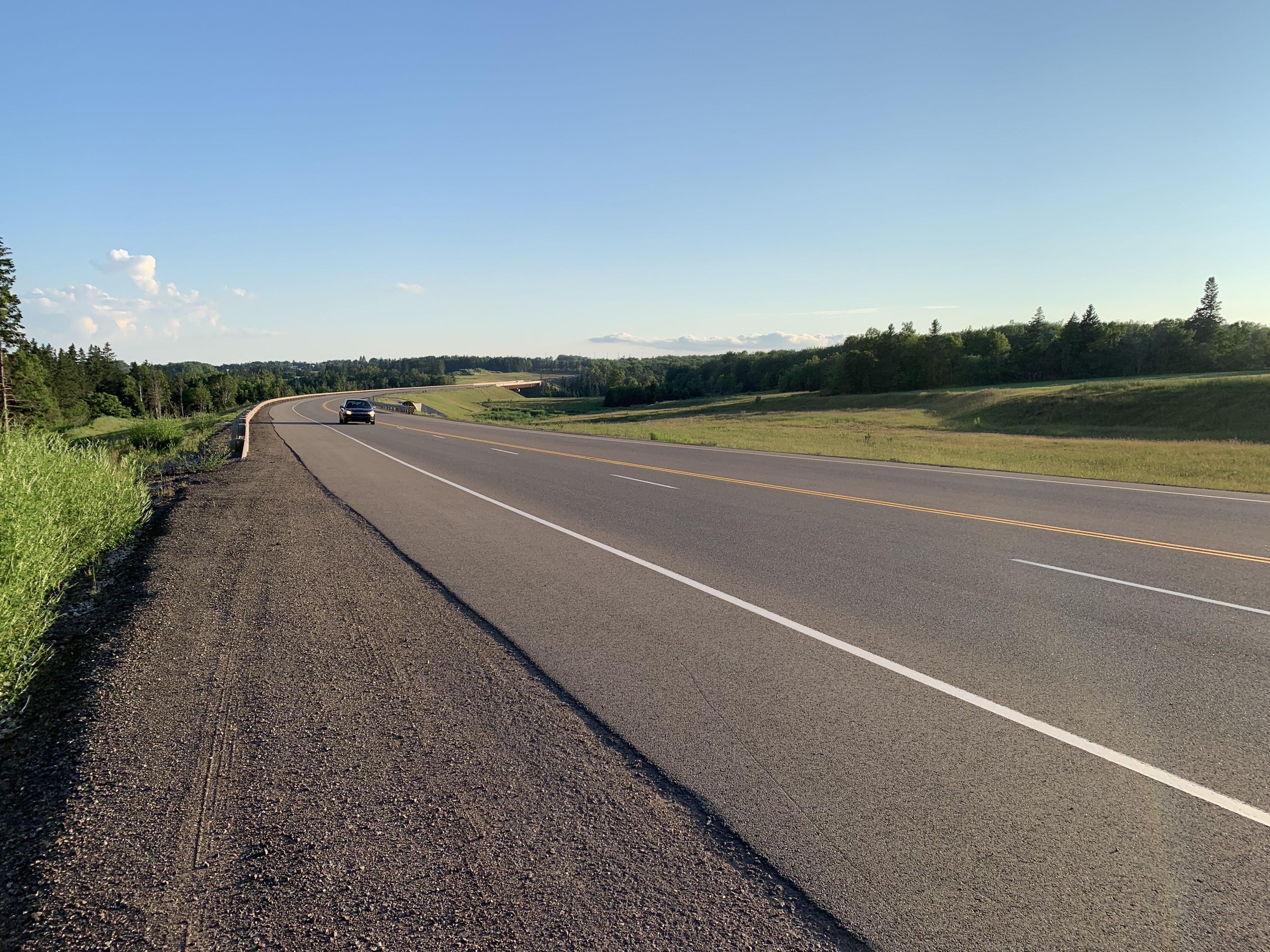
Route 1 sur la Cornwall Perimeter Highway

La route 1 présente les seuls échangeurs de la province; un échangeur avec la route 1A à Albany, un autre avec la route 27 et un dernier avec Cornwall Road, tous deux près de Cornwall.

## Intersections majeures
| Comté                                  | Ville                     | km                                                                      | Destinations                                                                                            | Notes                                                                                                   |
| -------------------------------------- | ------------------------- | ----------------------------------------------------------------------- | --- | --- |
| Détroit de Northumberland              | Détroit de Northumberland | −9,20−−1,70                                                             | Pont de la Confédération (péage en quittant l'Île-du-Prince-Édouard NB-16 continue au Nouveau-Brunswick | Pont de la Confédération (péage en quittant l'Île-du-Prince-Édouard NB-16 continue au Nouveau-Brunswick |
| Prince                                 | Borden-Carleton           | −0,70                                                                   | Poste de péage (direction ouest seulement)                                                              | Poste de péage (direction ouest seulement)                                                              |
| Prince                                 | Borden-Carleton           | 0,00                                                                    | Borden Avenue / Dickie Road                                                                             | À l'ouest de cette intersection, la route est de propriété fédérale                                     |
| Prince                                 | Borden-Carleton           | 1,80                                                                    | Route 10 – Bedeque, Cap Traverse                                                                        | |
| Prince                                 | Albany                    | 6,00                                                                    | Route 1A nord – Summerside                                                                              | Échangeur; terminus sud de la Route 1A                                                                  |
| Prince                                 | North Tryon               | 11,10                                                                   | Route 115 nord (Mount Tryon Road)                                                                       | Terminus ouest du multiplex avec la Route 115                                                           |
| Prince                                 | North Tryon               | 11,20                                                                   | Route 115 sud (Mount Tryon Road)                                                                        | Terminus est du multiplex avec la Route 115                                                             |
| Prince                                 |                           | 12,50                                                                   | Route 232 nord (Branch Road)                                                                            | Terminus sud de la Route 232                                                                            |
| Prince                                 | Tryon                     | 13,90                                                                   | Route 10 ouest – Augustine Cove                                                                         | Terminus est de la Route 10                                                                             |
| Queens                                 | Crapaud                   | 17,10                                                                   | Route 13 nord / Route 232 nord – Cavendish                                                              | Terminus sud de la Route 13                                                                             |
| Queens                                 | Hampton                   | 21,90                                                                   | Route 116 (Shore Road / Sandy Point Road) – Victoria, South Melville                                    | |
| Queens                                 | DeSable                   | 25,90                                                                   | Route 19 est (Canoe Cove Road) / Route 246 nord (South Melville Road) – Meadowbank, Stanchel            | Terminus ouest de la Route 19; terminus sud de la Route 246                                             |
| Queens                                 | Green Road                | 28,40                                                                   | Route 237 nord (Appin Road)                                                                             | Terminus sud de la Route 237                                                                            |
| Queens                                 | Strathgartney             | 34,30                                                                   | Route 245 nord (Riverdale Road) – Riverdale, Emyvale                                                    | Terminus sud de la Route 245                                                                            |
| Queens                                 | New-Haven                 | 37,20                                                                   | Route 9 nord (Colville Road) – Elmwood, Kingston                                                        | Terminus ouest du multiplex avec la Route 9                                                             |
| Queens                                 | New-Haven                 | 37,60                                                                   | Route 9 sud (West River Road) – St. Catherines, Long Creek                                              | Terminus est du multiplex avec la Route 9                                                               |
| Queens                                 | Clyde River               | 39,70                                                                   | Route 27 est – Cornwall                                                                                 | Terminus ouest de la Route 27; échangeur                                                                |
| Queens                                 | Cornwall                  | 45,10                                                                   | Chemin Cornwall – Centre-ville                                                                          | Échangeur                                                                                               |
| Queens                                 | Cornwall                  | 47,30                                                                   | Route 27 ouest (Main Street) – Cornwall Route 248 (Warren Grove Road / York Point Road) – Milton        | Terminus est de la Route 27; carrefour giratoire                                                        |
| Queens                                 |                           | 47,70                                                                   | North River Causeway au-dessus de la North River and Graham Rogers Lake                                 | North River Causeway au-dessus de la North River and Graham Rogers Lake                                 |
| Queens                                 | 48,20                     | Milky Way                                                               | Carrefour giratoire                                                                                     | |
| Queens                                 | 48,50                     | North River Causeway au-dessus de la North River and Graham Rogers Lake | North River Causeway au-dessus de la North River and Graham Rogers Lake                                 | |
| Queens                                 | Charlottetown             | 49,10                                                                   | Upton Road / Maypoint Road / Capital Drive                                                              | Carrefour giratoire; la route 1 suit Upton Road                                                         |
| Queens                                 | Charlottetown             | 50,20                                                                   | Upton Road / Charlottetown Perimeter Highway                                                            | Carrefour giratoire; la route 1 suit Charlottetown Perimeter Highway                                    |
| Queens                                 | Charlottetown             | 52,00                                                                   | Route 2 ouest (Malpeque Road) – Kensington, Summerside                                                  | Terminus ouest du multiplex avec la Route 2                                                             |
| Queens                                 | Charlottetown             | 53,70                                                                   | Route 15 (Brackley Point Road) – Aéroport, Brackley Beach                                               | |
| Queens                                 | Charlottetown             | 55,20                                                                   | Route 2 est (St. Peters Road) – Souris                                                                  | Terminus est du multiplex avec la Route 2                                                               |
| Queens                                 | Charlottetown             | 58,00                                                                   | Walker Drive                                                                                            | Carrefour giratoire                                                                                     |
| Queens                                 | Charlottetown             | 58,40                                                                   | Exhibition Drive                                                                                        | Carrefour giratoire                                                                                     |
| Queens                                 |                           | 59,40–60,70                                                             | Pont de la rivière Hillsborough au-dessus de la rivière Hillsborough                                    | Pont de la rivière Hillsborough au-dessus de la rivière Hillsborough                                    |
| Queens                                 | Stratford                 | 61,10                                                                   | Route 21 nord (Hopeton Road) – Bunbury                                                                  | Terminus sud de la Route 21                                                                             |
| Queens                                 | Stratford                 | 62,00                                                                   | Lottie Way                                                                                              | Carrefour giratoire                                                                                     |
| Queens                                 | Stratford                 | 63,10                                                                   | Route 26 est (Georgetown Road) – Tea Hill, Alexandra, Pownal                                            | Terminus ouest de la Route 26; carrefour giratoire                                                      |
| Queens                                 | Mont Albion               | 71,70                                                                   | Route 5 est (48 Road) – Cardigan                                                                        | Terminus ouest de la Route 5                                                                            |
| Queens                                 | Mont Mellick              | 74,00                                                                   | Route 26 ouest (Pownal Road) / Route 272 est (Village Green Road) – Pownal, Village Green               | Terminus est de la Route 26; terminus ouest de la Route 272                                             |
| Queens                                 | Mont Mellick              | 76,70                                                                   | Route 3 est (Georgetown Road) – Georgetown                                                              | Terminus ouest de la Route 3                                                                            |
| Queens                                 | Cherry Valley             | 78,40                                                                   | Route 270 sud (McInnis Point Road) – Earnscliffe, China Point                                           | Terminus nord de la Route 270                                                                           |
| Queens                                 |                           | 83,20                                                                   | Route 212 (Vernon River Road / Scentia Road) – Vernon River                                             | |
| Queens                                 | Orwell                    | 86,50                                                                   | Route 210 est (Kinross Road) vers Route 23 sud – Kinross, Montague, Uigg                                | Terminus ouest de la Route 210                                                                          |
| Queens                                 |                           | 92,00                                                                   | Route 211 nord (Newtown Road) – Newtown Cross                                                           | Terminus sud de la Route 211                                                                            |
| Queens                                 | Eldon                     | 94,30                                                                   | Route 207 sud (Garfield Road)                                                                           | Terminus nord de la Route 207                                                                           |
| Queens                                 |                           | 96,50                                                                   | Route 209 ouest (Point Prim Road) – Mount Buchanan, Point Prim                                          | Terminus est de la Route 209                                                                            |
| Queens                                 | South Pinette             | 103,30                                                                  | Route 208 nord (Roseberry Road) – Roseberry                                                             | Terminus sud de la Route 208                                                                            |
| Queens                                 | Flat River                | 107,50                                                                  | Route 261 est (Camp Road)                                                                               | Terminus ouest de la Route 261                                                                          |
| Queens                                 | Belle River               | 110,30                                                                  | Route 202 (Douses Road) – Iris, Stewart Point                                                           | |
| Queens                                 |                           | 110,90                                                                  | Route 201 est (Greys Road) – Hopefield                                                                  | Terminus ouest de la Route 201                                                                          |
| Queens                                 | 115,10                    | Route 207 nord (Stewart Road) – Melville                                | Terminus sud de la Route 207                                                                            | |
| Queens                                 | Wood Islands              | 117,80                                                                  | Route 315 nord (Wood Islands Road) – Montague                                                           | Terminus sud de la Route 315                                                                            |
| Queens                                 | Wood Islands              | 118,00                                                                  | Route 4 est (Shore Road) – Murray River, Murray Harbour                                                 | Terminus ouest de la Route 4                                                                            |
| Queens                                 | Wood Islands              | 119,30                                                                  | Quai de Wood Islands                                                                                    | Quai de Wood Islands                                                                                    |
| Détroit de Northumberland              | Détroit de Northumberland |                                                                         | Traversier vers Caribou, Nouvelle-Écosse Route 106                                                      | Traversier vers Caribou, Nouvelle-Écosse Route 106                                                      |
| - Terminus de multiplex - Accès payant |                           |                                                                         | | |